# Audi 80
Az Audi 80 egy középkategóriás autó, melyet a német Audi AG (eleinte Audi NSU Auto Union) gyártott 1972 és 1996 között. 1973 és 1986 között azonos alapokra épült a Volkswagen Passattal, és szedán, valamint kombi (Avant) karosszériával volt elérhető. Kupé és kabrió változatok is készültek azonos alapokkal, de ezek a 80-as típusjelzés helyett önálló típusnevet kaptak. Az Audi 90 az Audi 80 gazdagabb felszereltségű, nagyobb teljesítményű változata volt.
Az autót Észak-Amerikában és Ausztráliában is árulták. Az 1973-as és 1979-es modellév között Audi Fox néven volt kapható, majd 1980 és 1987 között Audi 4000-re változott a neve Észak-Amerikában.
A kocsit többféle típusú belső égésű motorral is lehetett kapni, a motor fajtájára a típusjelölés is utalt. Az "S" a karburátoros, míg az "E" az üzemanyag-befecskendezéses (Einspritzung) benzinmotort, míg a "D" a dízelt, a "TD" a turbódízelt, a "TDI" pedig a közvetlen üzemanyag-befecskendezéses turbódízelt jelentette.

## A különböző generációk platformjainak kódnevei
Az Audi a platform betűjele mellé rendelt sorszámmal azonosította az autó generációit, mely így a B-sorozat tagja lett. A 80 négy generációja a B1, B2, B3 és B4 kódneveket kapta, utódjánál, az A4-nél is folytatódott ez a szokás, melynek első generációját a B5 kód jelölte, a legújabb generáció pedig a B9 jelölést kapta. A Volkswagen Passat szintén a B platformra épül, és az első két generációjának alapjai megegyeztek a 80-nal. Ez a hasonlóság 1988-ban véget ért, mivel a Passat B3 (majd később B4) generációja egy kimondottan Volkswagen modellek számára kifejlesztett platformra épült, amit keresztben behelyezett motorokhoz fejlesztettek ki. Később az Audi A4 B5-ös generációja és a Volkswagen Passat B5-ös generációja szintén közös platformra épült, de a következő generációnál a Volkswagen visszatért a keresztben behelyezett motorhoz.

## F103 (1966–1972)
Az Audi F103 sorozat a DKW F102-n alapult, de már modernebb, négyütemű motorok kerültek bele, amik a Daimler-Benz együttműködésével lettek kifejlesztve. Az F103-at 1965 és 1972 között árulták, és bizonyos modelleket a lóerőben megadott teljesítményük alapján neveztek el. Ekkor jelent meg először az Audi 80 név, emellett Audi 60, 72, 75 és Super 90 nevű modellek is voltak.

## B1 (1972–1978)
A kocsi 1972-ben mutatkozott be Európában, Audi 80 néven, majd 1973-ban Észak-Amerikában (Egyesült Államok és Kanada) is, Audi Fox modellnév alatt, két- és négyajtós szedán karosszériával. Az F103 sorozat modelljeinek helyét vette át, (melyek között egy Audi 80 modellnevű változat is szerepelt), és az Opel Ascona, valamint a Ford Taunus (az Egyesült Királyságban Ford Cortina) közvetlen vetélytársa lett, de az olyan drágább autókkal is felvette a versenyt, mint az Alfa Romeo Alfetta vagy a Triumph Dolomite.
Az Audi 80 B1 mindössze a második olyan modernkori Audi volt, melyet azután terveztek, hogy a Volkswagen felvásárolt a márkát. Az Audi vezető mérnöke, Ludwig Kraus az előd F103-at egyszerűen csak "fattyúnak" csúfolta, mivel kocsi karosszériája Auto Uniontól/DKW-től származott, motorjait azonban a Mercedes-Benztől kapta. A B1 egyértelmű elszakadást jelentett az Auto Union-korszaktól, hiszen teljesen új, 1,3 és 1,5 literes SOHC vezérlésű benzinmotorok kerültek bele. Ekkor jelentek meg a legendás EA827 sorozatú erőforrások, melyek továbbfejlesztett változatait ma is alkalmazzák a Volkswagen-csoport autóinál. Ezek a motorok többféle teljesítménnyel voltak elérhetők. Az 1,3 literesek közül a ZA kódúak 54 lóerő (40 kW), a ZF kódúak 59 lóerő (44 kW) leadására voltak képesek. Az 1,5 literes motorok (ZB és ZC kód) 74 lóerő (55 kW), valamint 84 lóerő (63 kW) csúcsteljesítménnyel bírtak.
A hazai piacon a kocsi alapfelszereltségű változata Audi 80 vagy Audi 80 S néven szerepelt, 54 és 59 lóerős motorokkal, az L és LS jelű modellek közepes felszereltségűek voltak, 74 lóerővel, a kínálat csúcsán pedig a GL állt gazdag felszereltségével és 84 lóerős motorjával. 1973 szeptemberében megjelent egy sportos, 80 GT nevű változat, ami csak kétajtós karosszériával volt kapható. Ebbe egy XX kódú, karburátoros, 1,6 literes erőforrás került, 99 lóerős (74 kW) csúcsteljesítménnyel.
Előre MacPherson rugóstagok kerültek, míg hátulra merev tengely, amit hosszlengőkarok és egy Panhard-rúd tartott a helyén. Az utazás kényelmesebbé tételéről tekercsrugók és teleszkópos lengéscsillapítók gondoskodtak.
Az Audi tervezésbe fektetett munkája megtérült az 1973-as Év Autója-választáson, ahol az Audi 80 az első helyen végzett, megelőzve a Renault 5-öt és az Alfa Romeo Alfettát.
1976 őszén a modell némi átalakításon esett át, és a frissen bemutatott Audi 100 C2-höz hasonló szögletes fényszórókat kapott az addigi kerek formájúak helyett. Az 1,5 literes motorokat 1,6 literesek váltották le, de ugyanakkora teljesítmény leadására voltak képesek, mint elődjeik. A korábbi 80 GT sportváltozatot egy 80 GTE nevű változat követte, 1,6 literes, üzemanyag-befecskendezéses motorral, ami 108 lóerős (81 kW) teljesítményre volt képes.
Az Észak-Amerikában kapható Fox változat eleinte egy 55 lóerős (41 kW), 1,5 literes motorral és négysebességes manuális sebességváltóval volt kapható, majd megjelent egy 1,6 literes motor, 83 lóerővel (62 kW). Bizonyos piacokon – például az Egyesült Államokban és Dél-Afrikában – elérhető volt egy Avant nevű kombi változat, ami egy kombi Volkswagen Passat volt, az Audi első karosszériaelemeivel. A B1 európai gyártása 1978-ban befejeződött, de az Egyesült Államokban még az 1979-es modellévben is kapható volt ez a generáció.

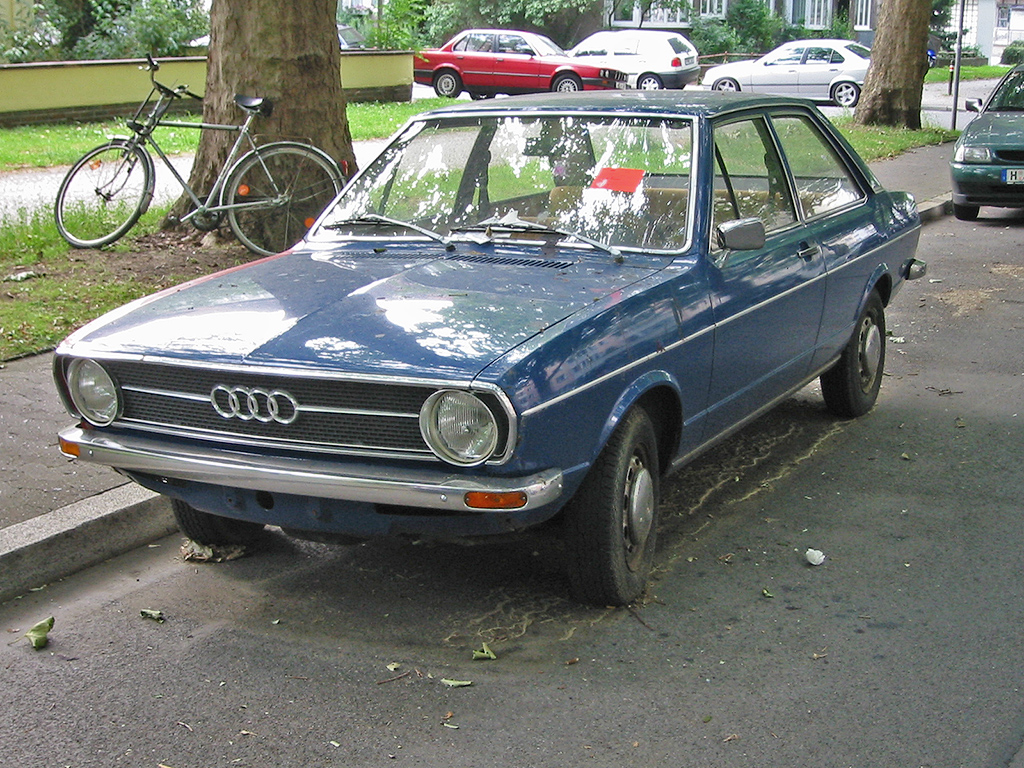
Kétajtós Audi 80 kerek fényszórókkal
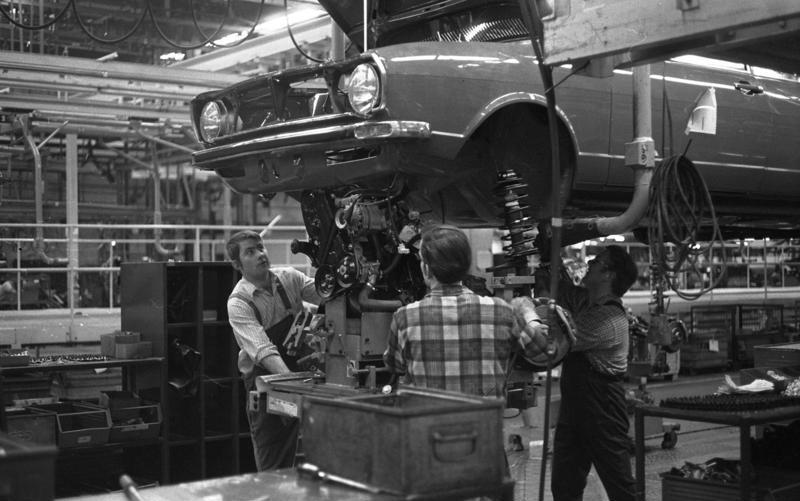
Az Audi 80 gyártása
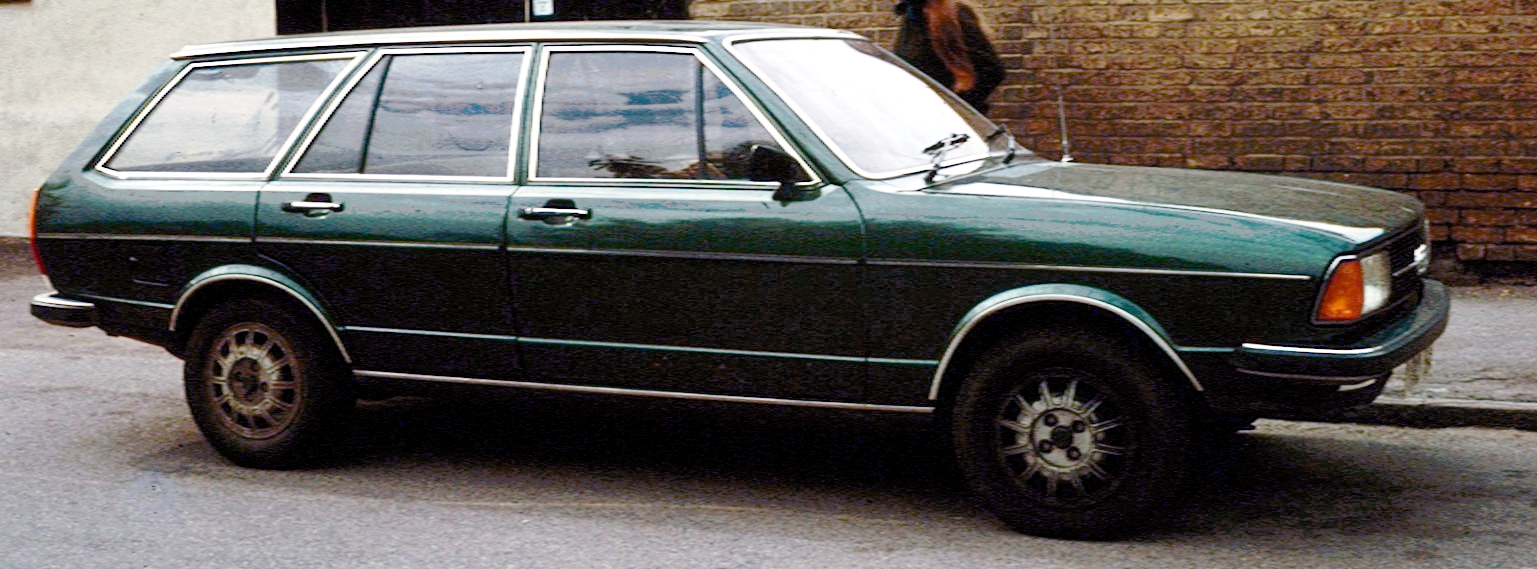
VW Passat alapú kombi Angliában

## B2 (1978–1986)
Az Audi 1978 szeptemberében mutatta be az Audi 80 megújult, B2-es platformra épülő változatát, ami hetekkel később már elérhetővé is vált az európai vásárlók számára a négyajtós karosszériaváltozattal. A kétajtós, GLE felszereltségű, üzemanyag-befecskendezéses változatokat 1979 első felétől lehetett megvásárolni. Észak-Amerikában 1979-ben jelent meg a Typ 81 gyári kódnevű második generáció, mint 1980-as modell. Európával ellentétben a kocsi nem tartotta meg korábbi modellnevét, és Audi 4000 néven került a piacokra.
A karosszériát Giorgetto Giugiaro tervezte. Ebből a generációból nem készült Avant, azaz kombi változat, mivel ezt a szerepet tökéletesen betöltötte a Volkswagen Passat kombi változata. A második generációs 80-nal az volt az Audi célja, hogy némileg feljebb lépjen a középkategóriás családi autók kategóriájából, és a BMW 3-as sorozat vetélytársává váljon. A Volkswagen testvérmodelljének, a Passatnak két évvel később jelent meg a második generációja. Bár a két autó továbbra is azonos alapokra épült, ezek a modellek sokkal könnyebben megkülönböztethetők voltak, mint az első generációsak.
1983-ban jelent meg először négykerékhajtású változat a 80-ból, ami az Audi Quattróra épült, de turbófeltöltő nélkül és szedán karosszériával. A négykerékhajtású 80 azonban nehezebb volt, mint az ugyanúgy 2144 cm³-es, 134 lóerős (100 kW) motorral szerelt Audi 100 CD, ráadásul rosszabb légellenállási együtthatója miatt lassabb is volt, mint a nagyobb, jobban felszerelt Audi 100. A 80 végsebessége 187 km/h volt, míg az Audi 100 199 km/h-ig gyorsult, ráadásul az utóbbi modell üzemanyag-fogyasztása is alacsonyabb volt. Az Audi 80 quattro változatának elejére ikerfényszórók, valamint egy egyedi légterelő került, beépített ködlámpákkal, hátra pedig egy a karosszéria fényezésével megegyező színű gumi légterelő, egy "quattro" felirat a csomagtartófedélre, illetve dupla kipufogó. A négykerékhajtás-rendszer miatt a csomagtér jelentősen kisebb lett (főképp magasságban), ami miatt csak ideiglenes pótkerék járt az autóhoz. A 80 quattro jelentősen olcsóbb volt az Audi Quattróhoz képest, a 80 GTE-vel és a 100 CD-vel szemben azonban már nem volt ekkora előnye árban, igaz, az előbbi két modell nem rendelkezett négykerékhajtás nyújtotta előnyökkel.
1984-ben kisebb újításokon esett át az autó, valamint Európában ugyanebben az évben megjelent az Audi 90, mint a modell nagyobb motorral szerelt és több választható extrával rendelkező változata. Ebbe ugyanaz az 1,6 literes soros négyhengeres, 69 lóerős (51 kW) turbódízel erőforrás is rendelhető volt, ami a 80-hoz is kapható volt, de megjelent hozzá két soros öthengeres, benzines egység is. Ezek közül a kisebbik 2,0 literes volt, 113 lóerővel (85 kW), a nagyobbik pedig 2,2 literes (ezt később 2,3 literre bővítették), 136 lóerővel (100 kW). Utóbbi katalizátorral is elérhető volt, ami némileg csökkentette a teljesítményét, az elsőkerék-meghajtásúaknál 113 lóerőre (85 kW), a quattro modelleknél pedig 118 lóerőre (88 kW). Az európai modellek egy-egy fényszóróházzal rendelkeztek, míg az észak-amerikai változatok ikerfényszórókat kaptak.
1983-ban az Egyesült Királyságban bemutattak egy 80 Sport nevű változatot, mely a 80 GTE-n alapult. Ez a quattróéhoz hasonló Ronal könnyűfémfelniket, gumi hátsó légterelőt, alacsonyabb köténylemezt és fekete Recaro belsőt kapott, valamint rendelhetők voltak hozzá a karosszéria mindkét oldalán végigfutó Audi-díszcsíkok. Észak-Amerikában az 1985-ös modellévben mutatták be az Audi 4000CS quattro nevű változatot, mely 1986-ban és 1987-ben is kapható volt.
1984 közepén az Audi kisebb újításokat mutatott be 80-on. Ezek közé tartoztak a Typ 44-es Audi 100-éhoz hasonló hátsó lámpák, a megújult első és hátsó lökhárítók, valamint az új fényszórók és a néhány elemében megváltozott belsőtér. Ugyanebben az évben lehetett először katalizátorral rendelni az autót. Az 1,6 és 1,8 literes motorokat ugyanekkora, de modernebb erőforrások váltották, melyek már felszerelhetők voltak katalizátorral.
A B2 platform egyben sokoldalúnak és jó bevételi forrásnak is bizonyult, hiszen többek között az Audi Coupé, az Audi Quattro és az Audi Sport Quattro is erre épült. A B2-alapú autók sokat segítettek a márka hírnevének erősítésében, hiszen a quattro névre keresztelt állandó négykerékhajtási rendszer több versenytípusban is sikeresnek bizonyult.
A szedán változatokat Európában 1986-ig gyártották és árulták, míg a kontinensen kívül 1987-ig elérhetők maradtak. A B2-alapú Audi Coupé gyártása egészen 1988-ig folytatódott, mielőtt lecserélték volna. A Coupé sok alkatrésze és karosszériájának nagy része is közös volt az eredeti Audi Quattróval.

### 4000 (1980–1987) és 4000 5+5
Az Audi 4000 1980-ban mutatkozott be Észak-Amerikában, 1588 cm³-es, 76 lóerős (57 kW) motorral, amit azonban sokan zajosnak és gyengének tartottak, főleg az autó áráért cserébe. Az Audi ehhez a motorhoz nem fejlesztett megfelelő automata sebességváltót, így eleinte csak négysebességes manuális váltóval volt kapható. 1981-ben a 4000 egy hosszú löketű 1,7 literes motort kapott, amihez az alapárért cserébe egy új, ötsebességes kézi sebességváltó járt, de felárért háromsebességes automata is kérhető volt hozzá. Az új motor károsanyag-kibocsátását egy háromutas katalizátor csökkentette, így azonban a teljesítménye mindössze 74 lóerő (55 kW) volt, a nagyobb nyomaték és az új sebességváltók miatt azonban nem érződött olyan erőtlennek, mint a korábbi, 1,6 literes egység és üzemanyag-fogyasztása is kedvezőbb volt.
Az 1981-es modellévben az amerikai piacon bemutattak egy Audi 4000 5+5 nevű változatot, ami az Audi 80-nal megegyező kétajtós szedán karosszériát kapott. Az Audi 5000-ben használt 2144 cm³-es, 100 lóerős (75 kW) motor került bele, valamint ötsebességes manuális sebességváltó, csakúgy, mint az Európában 1984-ben megjelent Audi 90-be. Az autó belsejébe olyan sportos kiegészítők kerültek, mint például egy olajnyomásmérő, továbbá egyedi könnyűfémfelnik kerültek rá. Emellett megjelent egy 4000S nevű variáns is, ami egy némileg szerényebben felszerelt, de így is sok extrával rendelkező négyajtós változat volt, amibe ugyanolyan motor került, de csak háromsebességes automata sebességváltóval volt megvásárolható. Az Audi 5+5 név Ausztráliában egy négyajtós, 2144 cm³-es soros öthengeres motorral és ötsebességes kézi váltóval szerelt autót jelentett, melyhez automata váltó is rendelhető volt. Ez 1981 októbere és 1983 között volt elérhető az országban.
Egy frissítés után az autót 4000S (1,8 literes motor) és 4000CS quattro (2,2 literes motor) változatokban árulták tovább Észak-Amerikában, melyek közül a 4000CS quattro nagyon hasonló volt, mint az Európában kapható Audi 90 quattro. Az észak-amerikai quattro változat 1984-ben debütált és négy színben volt elérhető: fekete, alpesi fehér, tornádóvörös és Zermatt ezüstmetál. Az alapárért cserébe ötsebességes manuális sebességváltó, barna velúrbelső és első elektromos ablakok jártak hozzá. A korai Audi 4000-ek hasonlóak voltak az európai 80-akhoz, azzal a különbséggel, hogy az amerikai közlekedésbiztonsági előírások miatt nagyobb lökhárítók és ikerfényszórók kerültek rájuk. Ezeknek a lökhárítóknak a rögzítői belelógtak a csomagtérbe, ami miatt az szokatlan alakú és némileg kisebb lett.
Az S jelű változatba 1,8 literes soros négyhengeres erőforrás került, melynek csúcsteljesítmény 102 lóerő (76 kW) volt 5500-as fordulatszámon. A CS quattróba CIS-E üzemanyag-befecskendezéses 2226 cm³-es motort szereltek, aminek a blokkja öntöttvasból, hengerfeje pedig alumíniumötvözetből készült. A motor szíjas vezérlésű volt, egy hengerfej fölötti vezérműtengellyel (SOHC). Legnagyobb teljesítménye 115 lóerő (86 kW) volt, amit 5500-as fordulaton adott le, csúcsnyomatéka 171 Nm volt, 3000-es fordulaton. Ez a változat kizárólag egy rövid áttételezésű ötsebességes kézi sebességváltóval volt elérhető.

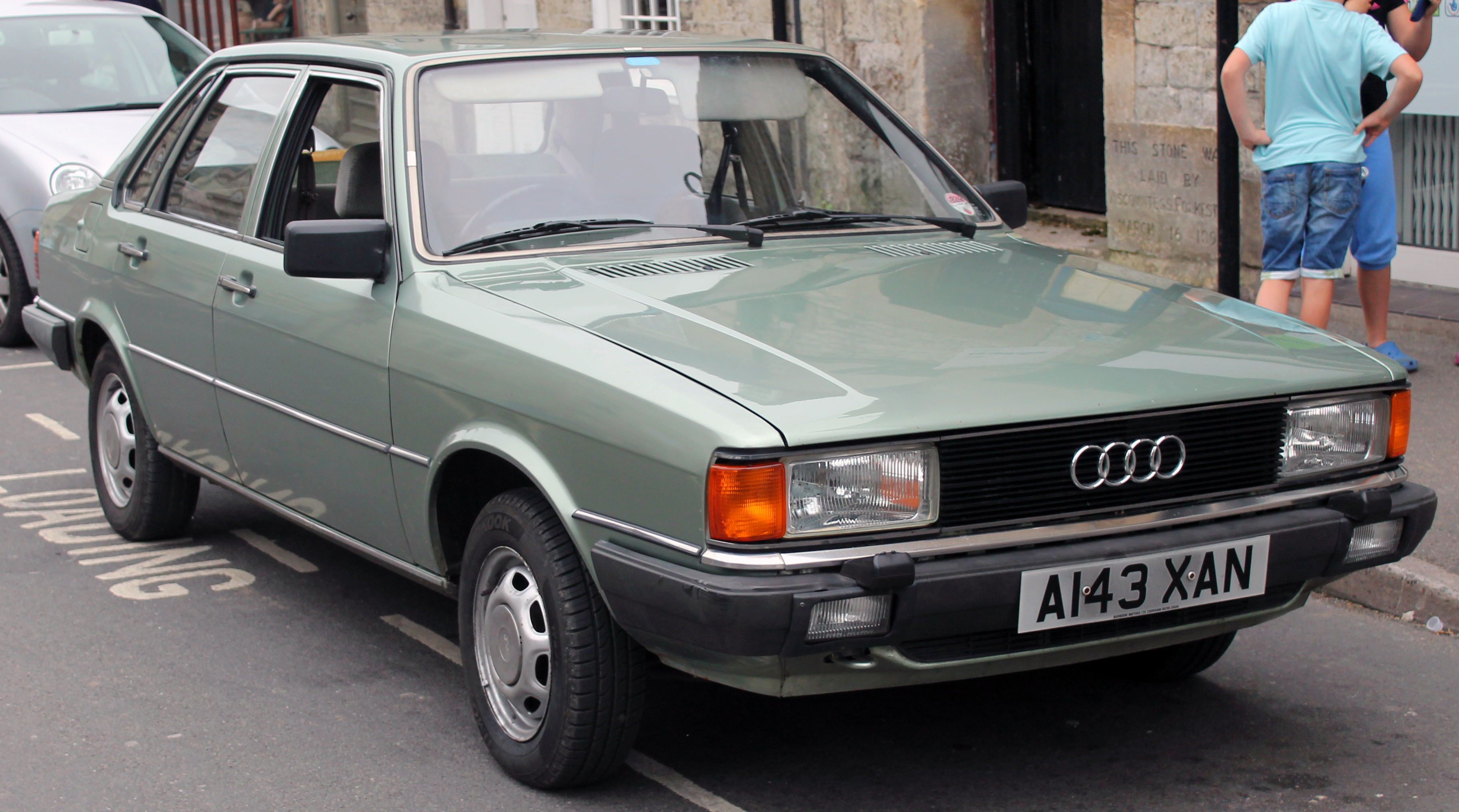
1983-as Audi 80 1.8 GL Angliában
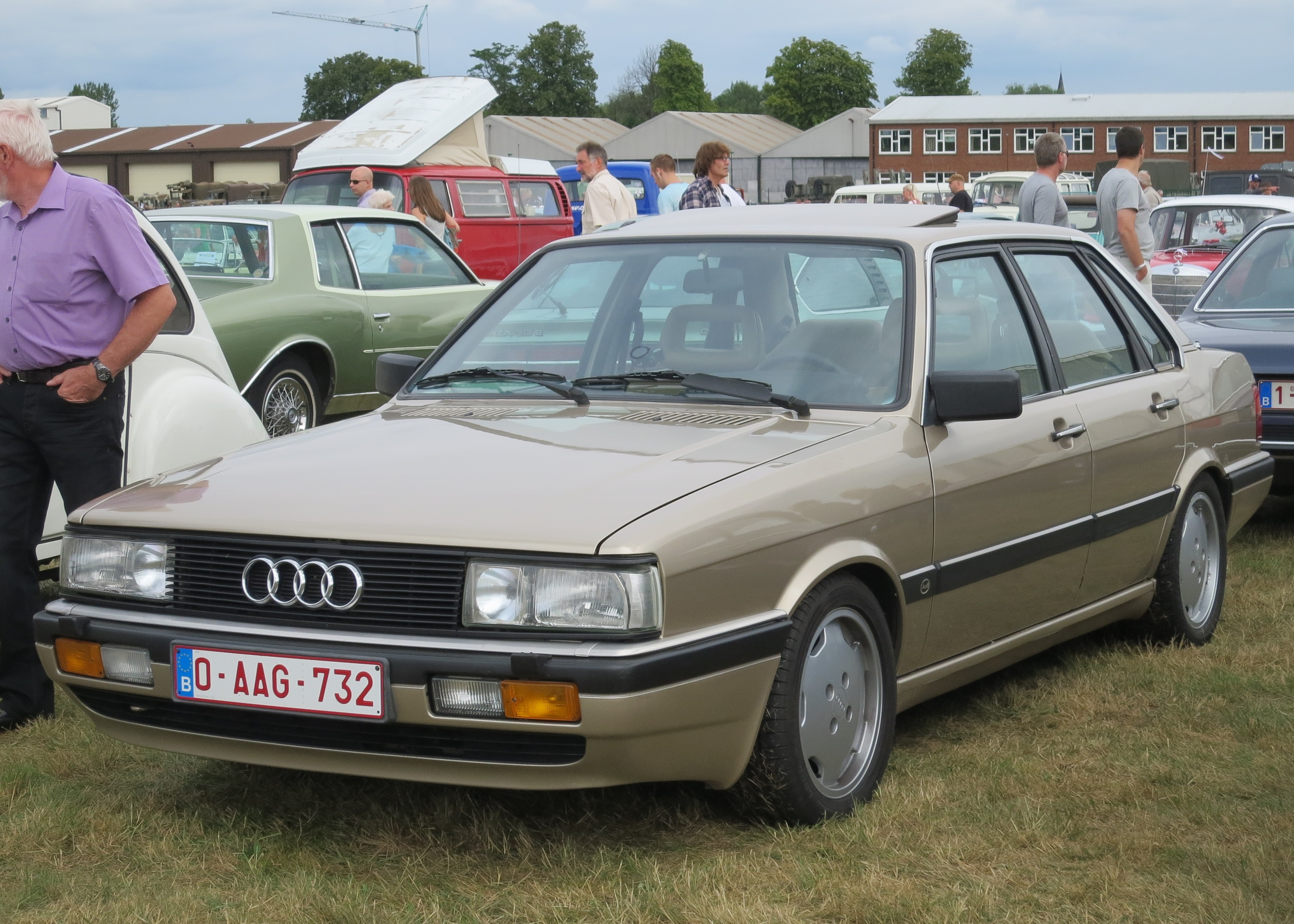
Audi 90
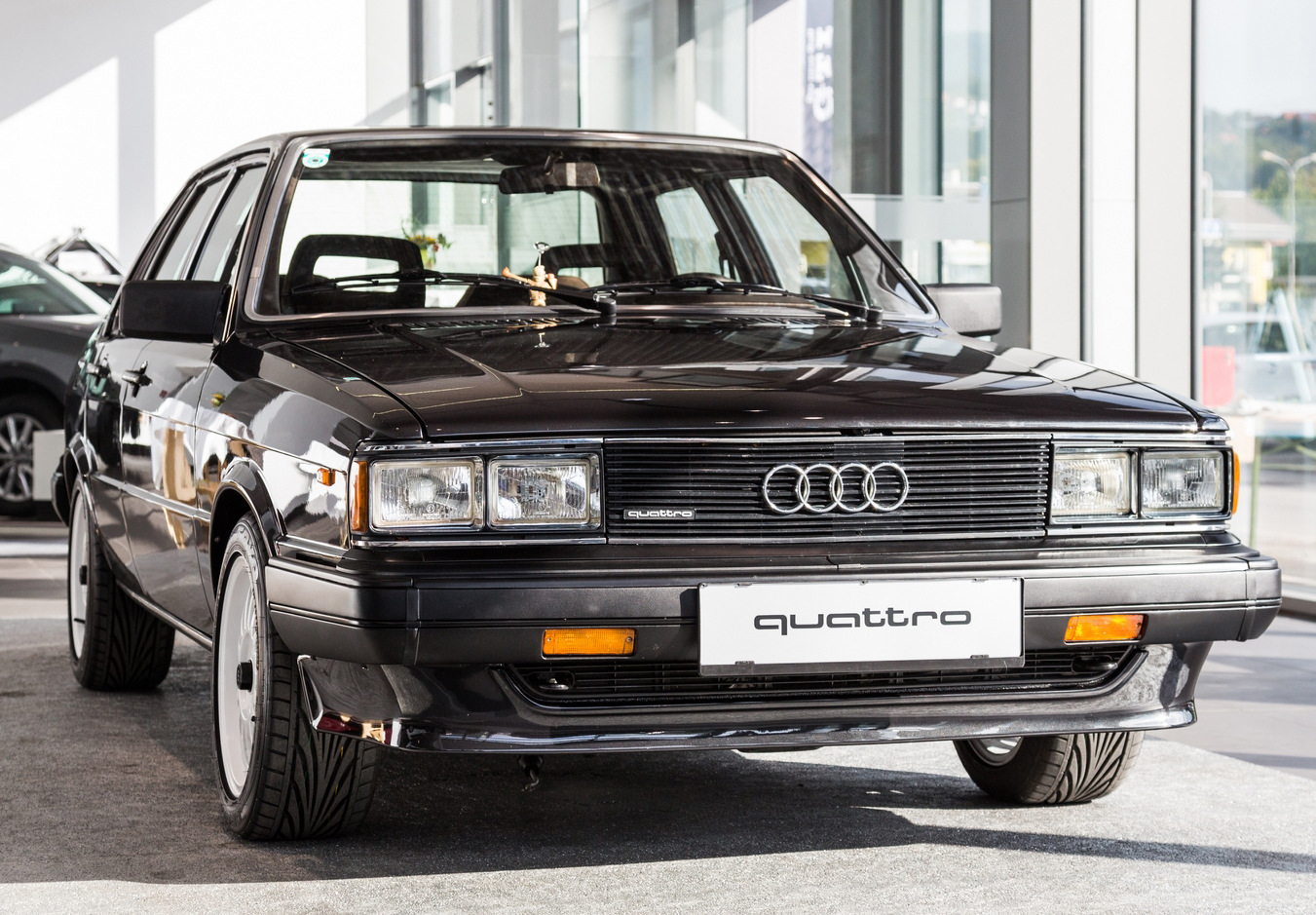
Audi 4000S quattro

## B3 (1986–1991)
Az Audi Európában 1986 szeptemberében mutatta be a 80 harmadik, Typ 89 gyári kódnevű generációját, mint 1987-es modellt. Egy éven belül a világ több részén is megjelent az új modell. Ez az új B3-as platformra épült, ami már nem volt közös a Volkswagen Passattal, mivel az egy keresztben behelyezett orrmotoros, elsőkerék-meghajtásúra váltott, míg az Audiba továbbra is hosszában került be a motor. Bár gyakran a teljes generációt Typ 89-es generációnak hívják, valójában 1989-ig készültek ezen a gyári kódnéven az autók, az 1990 és 1991 között készült darabokat a platform kisebb újításai miatt Typ 8A gyári kóddal látták el.
A kocsi külseje látványos modernizáláson esett át, aminek köszönhetően sokkal áramvonalasabb formát kapott, és teljesen galvanizált karosszériával készült. Ez volt az első középkategóriás autó, aminek a karosszériája teljes cinkbevonatot kapott a korróziógátlás érdekében. Ez a védelem olyan hatásosnak bizonyult, hogy az Audi az eredeti, tízéves átrozsdásodás elleni garanciát később tizenkét évre emelte (a gyártás előkészítésekor a mérnökök legfeljebb nyolc évig gondolták hatékonynak a védelmet). A gyár jelenleg is ezzel a technológiával védi acélkarosszériás járműveit.
Az elődjétől eltérően a Typ 89-es generációt a világ minden részén Audi 80 és Audi 90 néven árulták. Az Audi többnyire már létező hajtásláncokat használt az új modellhez, így olyan motorok is voltak, melyek nem voltak elérhetők üzemanyag-befecskendezéses változatban. Az európai piacon megjelent néhány új fejlesztésű erőforrás is, valamint a procon-ten biztonsági rendszer, mely 1991-től az alapfelszereltség része lett. A kocsi említésre méltó biztonsági megoldásai közé tartozott még a minden utas esetén meglévő biztonságiöv-feszítő rendszer, valamint a baleset esetén a műszerfalba húzódó kormánykerék, ami a vezető épségét védte. Utóbbi a légzsák elődje volt, ami az 1990-es években vált egyre népszerűbb felszereléssé a tömeggyártott autókban.
A benzines motorok közül kizárólag soros öthengeresekkel szerelt új Audi 90 1987-ben jelent meg, mint a 80 drágább, gazdagabb felszereltségű változata. Az Audi 90 külső ismertetőjegyei között tartozott az autó hátuljának teljes szélességén végigfutó hátsólámpa-panel, az eltérő, plusz távolsági fényszóróval rendelkező fényszórók, valamint a 80-étól némileg különböző hűtőrács. Látványos eltérés volt még az első irányjelzők elhelyezkedése, melyek a 90 esetében a lökhárítóra kerültek, az alapfelszereltségnek számító ködfényszórók mellé. 1989 és 1991 között a 90 kapható volt egy 2,3 literes, 20 szelepes soros öthengeres motorral is. Ez volt az Audi első 20 szelepes motorja az Audi Sport Quattróban használt 2,1 literes, turbófeltöltős egység óta. A 90 új csúcsmotorja 170 lóerős (130 kW) volt, és ezt szerelték a 20V, a 20V Sport és a négykerékhajtásos 20V quattro változatokba is. A négykerékhajtás nélküli típusok 120 kg-mal könnyebbek voltak.
A Volkswagen-csoport szerette volna a lehető legegységesebbé tenni a kínálatot, ezért az autó az Egyesült Királyságban és Európa kontinentális részén is hasonló motorokkal és felszereltségi csomagokkal volt elérhető, az Egyesült Államokban azonban kevésbé volt bő a választék, ott csak a 2.3 E és a 2.3 quattro volt kapható 1988 és 1992 között.
Az 1988-as modellévben Európában megjelent egy kétajtós, Coupé nevű változat, ami a Typ 8B gyári kód alatt futott. Ez hasonló volt, mint a Typ 89, de rövidebb tengelytávval, módosítot hátsó felfüggesztéssel, és egy olyan első lengéscsillapító-rendszerrel, mely később az Audi 80 B4 generációjába is bekerült. Ebbe 113 lóerős (85 kW) 2.0E vagy 20 szelepes 2.3E motort szereltek. Később ez szolgált a B4 generáció alapján készült Coupé és Cabriolet (Typ 8G) változatok alapjaként is. Ezeknek az autóknak a nevében nem szerepelt a 80-as típusmegjelölés, egyszerűen Audi Coupé és Audi Cabriolet néven árulták őket. Mivel a kabrió változat létrehozásához komoly átalakításokra volt szükség, azt egészen 2000-ig gyártották, jóval azután, hogy a B3 generációt leváltotta B4, sőt, a B5 generáció.
Az észak-amerikai piacra 1989-ben érkezett meg a Coupé és a 90 quattro változata, 1990-es modellként. A szedán súlya 1380 kg, míg a kupé változaté 1500 kg volt, ráadásul bizonyos piacspecifikus beállítások miatt a 2,3 literes, soros öthengeres, 20 szelepes motor is némileg gyengébb volt (164 lóerő), mint az európai változatban, így nem tekintették valódi sportkocsiknak ezeket a modelleket, sokkal inkább luxusfelszereltségű túraautóknak, sportos jellemzőkkel. A quattro modellek könnyedén megkülönböztethetők voltak az elsőkerék-meghajtású változatoktól, mivel a Coupéra hatküllős, 16 colos Speedline felnik kerültek, míg a szedánra hasonló Speedline vagy 14 colos BBS Mesh kerekek. A további ismertetőjegyek közé tartoztak, hogy quattro variánsokban az alapfelszereltség része volt a bőrbelső és a Zebrano faberakás, a kiegészítő VDO-műszerek a középkonzol alján, a szénszálas kardántengely, valamint a gombnyomással zárható hátsó differenciálmű. A Coupé quattro hasonló volt, mint a kizárólag Európában kapható S2, de az S2 turbófeltöltős motorja nem volt kapható hozzá.
Európában a 80/90 harmadik generációjának gyártása az 1991-es modellév végén befejeződött, helyet adva a B4-es generációnak, bár néhány Audi 90 Sport Quattro változat a 2,3 literes, 20 szelepes motorral még elkészült 1992 elején. Észak-Amerikában az 1992-es modellévben még kapható volt a B3 platformra épülő 80 és 90.

### Motorváltozatok

#### Audi 80
| Modell              | Hengerűrtartalom | Teljesítmény @ ford.   | Nyomaték @ ford.   | Üzemanyag- ellátás  | Katalizátor   | Megjegyzés                |
| Benzinmotorok       | Benzinmotorok    | Benzinmotorok          | Benzinmotorok      | Benzinmotorok       | Benzinmotorok | Benzinmotorok             |
| ------------------- | ---------------- | ---------------------- | ------------------ | ------------------- | ------------- | ------------------------- |
| Audi 80             | 1399 cm³         | 64 LE (48 kW) @ 5200   | 110 Nm @ 3000      | Karburátor          | Nem           | Csak Görögországban       |
| Audi 80             | 1595 cm³         | 69 LE (51 kW) @ 5200   | 123 Nm @ 2700      | Karburátor          | Nem           | Csak Ausztriában          |
| Audi 80             | 1595 cm³         | 69 LE (51 kW) @ 5200   | 118 Nm @ 2700      | Karburátor          | Igen          | Csak Ausztriában          |
| Audi 80             | 1595 cm³         | 74 LE (55 kW) @ 5200   | 125 Nm @ 2700      | Karburátor          | Nem           |                           |
| Audi 80 1.6E        | 1595 cm³         | 101 LE (75 kW) @ 6300  | 135 Nm @ 3500      | Többpontos üa.-bef. | Nem           | Portugália és Görögország |
| Audi 80             | 1781 cm³         | 74 LE (55 kW) @ 4500   | 140 Nm @ 2500      | Karburátor          | Nem           |                           |
| Audi 80             | 1781 cm³         | 74 LE (55 kW) @ 4500   | 140 Nm @ 2500      | Karburátor          | Igen          |                           |
| Audi 80 1.8S        | 1781 cm³         | 87 LE (65 kW) @ 5200   | 142 Nm @ 3300      | Karburátor          | Igen          |                           |
| Audi 80 1.8S        | 1781 cm³         | 89 LE (66 kW) @ 5200   | 150 Nm @ 3300      | Karburátor          | Nem           |                           |
| Audi 80 1.8S        | 1781 cm³         | 89 LE (66 kW) @ 5400   | 140 Nm @ 3350      | Egypontos üa.-bef.  | Igen          |                           |
| Audi 80 1.8S        | 1781 cm³         | 89 LE (66 kW) @ 5400   | 145 Nm @ 3350      | Egypontos üa.-bef.  | Igen          |                           |
| Audi 80 1.8S        | 1781 cm³         | 89 LE (66 kW) @ 5500   | 142 Nm @ 3250      | Egypontos üa.-bef.  | Igen          |                           |
| Audi 80 1.8E        | 1781 cm³         | 110 LE (82 kW) @ 5800  | 160 Nm @ 3400      | Többpontos üa.-bef. | Nem           |                           |
| Audi 80 1.9E        | 1847 cm³         | 111 LE (83 kW) @ 5600  | 160 Nm @ 3400      | Többpontos üa.-bef. | Igen          |                           |
| Audi 80 2.0E        | 1984 cm³         | 110 LE (82 kW) @ 5300  | 168 Nm @ 3250      | Többpontos üa.-bef. | Igen          |                           |
| Audi 80 2.0E        | 1984 cm³         | 111 LE (83 kW) @ 5300  | 170 Nm @ 3250      | Többpontos üa.-bef. | Igen          |                           |
| Audi 80 16V         | 1984 cm³         | 135 LE (101 kW) @ 5800 | 181 Nm @ 4500      | Többpontos üa.-bef. | Igen          |                           |
| Dízelmotorok        |                  |                        |                    |                     |               |                           |
| Audi 80 Diesel      | 1588 cm³         | 49 LE (37 kW) @ 4800   | 97 Nm @ 2700–3200  | Dízel               | Nem           | Csak Ausztriában          |
| Audi 80 Diesel      | 1588 cm³         | 53 LE (40 kW) @ 4800   | 100 Nm @ 2700–3200 | Dízel               | Nem           |                           |
| Audi 80 Diesel      | 1896 cm³         | 67 LE (50 kW) @ 4400   | 127 Nm @ 2200–2600 | Dízel               | Nem           |                           |
| Audi 80 Turbodiesel | 1588 cm³         | 79 LE (59 kW) @ 4500   | 152 Nm @ 2300–2800 | Turbódízel          | Nem           |                           |
| Audi 80 Turbodiesel | 1588 cm³         | 79 LE (59 kW) @ 4500   | 155 Nm @ 2300–2800 | Turbódízel          | Nem           |                           |

#### Audi 90
| Modell   | Hengerűrtartalom | Teljesítmény @ ford.   | Nyomaték @ ford. | Katalizátor | Motorkód                 |
| -------- | ---------------- | ---------------------- | ---------------- | ----------- | ------------------------ |
| 2.0E     | 1994 cm³         | 113 LE (85 kW) @ 5400  | 172 Nm @ 4000    | Igen        | PS                       |
| 2.0E 20V | 1994 cm³         | 158 LE (118 kW) @ ?    | 190 Nm @ ?       | Igen        | NM (csak Olaszországban) |
| 2.2E     | 2226 cm³         | 134 LE (100 kW) @ 5700 | 186 Nm @ 3500    | Nem         | KV                       |
| 2.3E     | 2309 cm³         | 132 LE (99 kW) @ 5700  | 190 Nm @ 4500    | Igen        | NG                       |
| 2.3E 20V | 2309 cm³         | 168 LE (125 kW) @ 6000 | 220 Nm @ 4500    | Igen        | 7A                       |

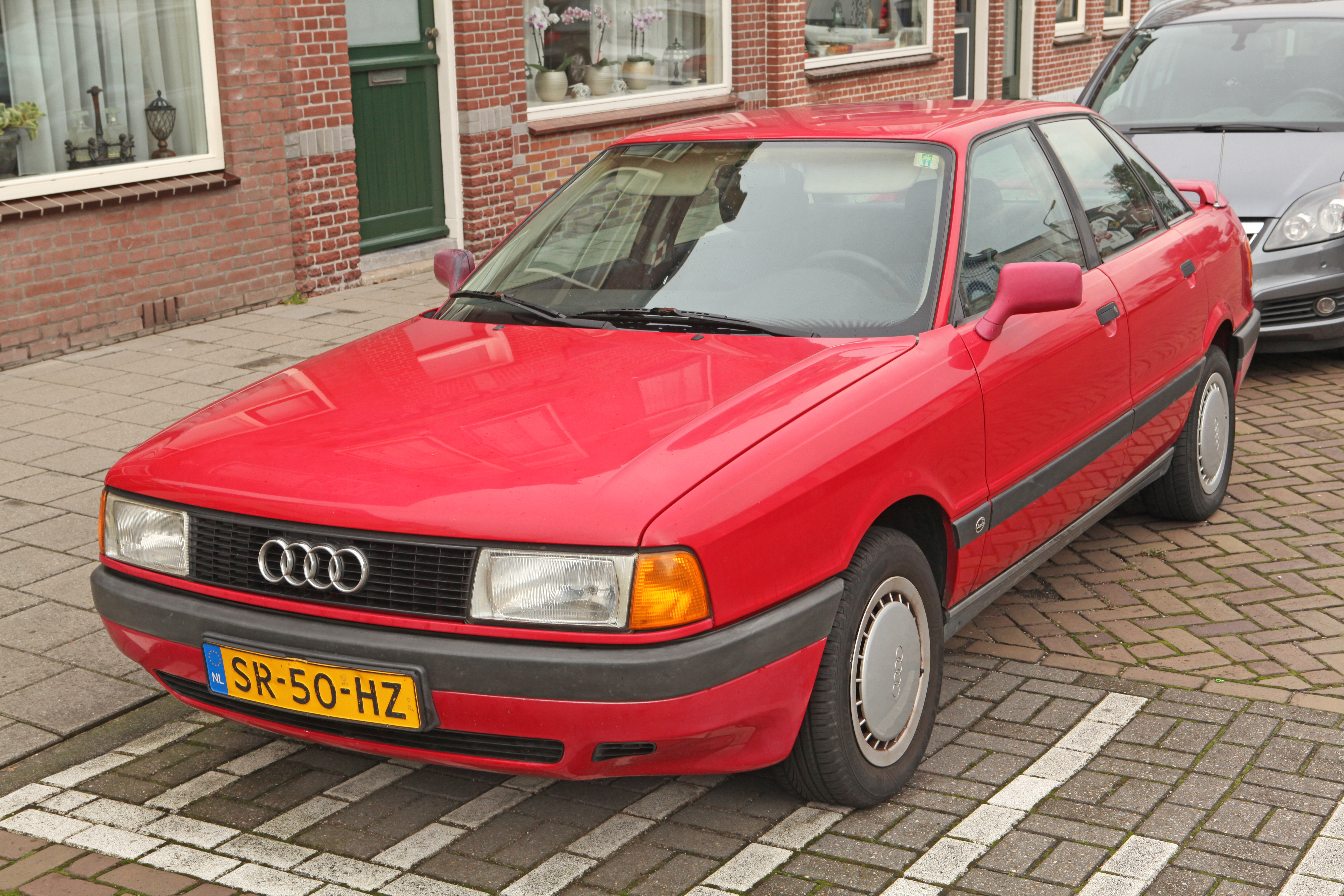
1987-es Audi 80
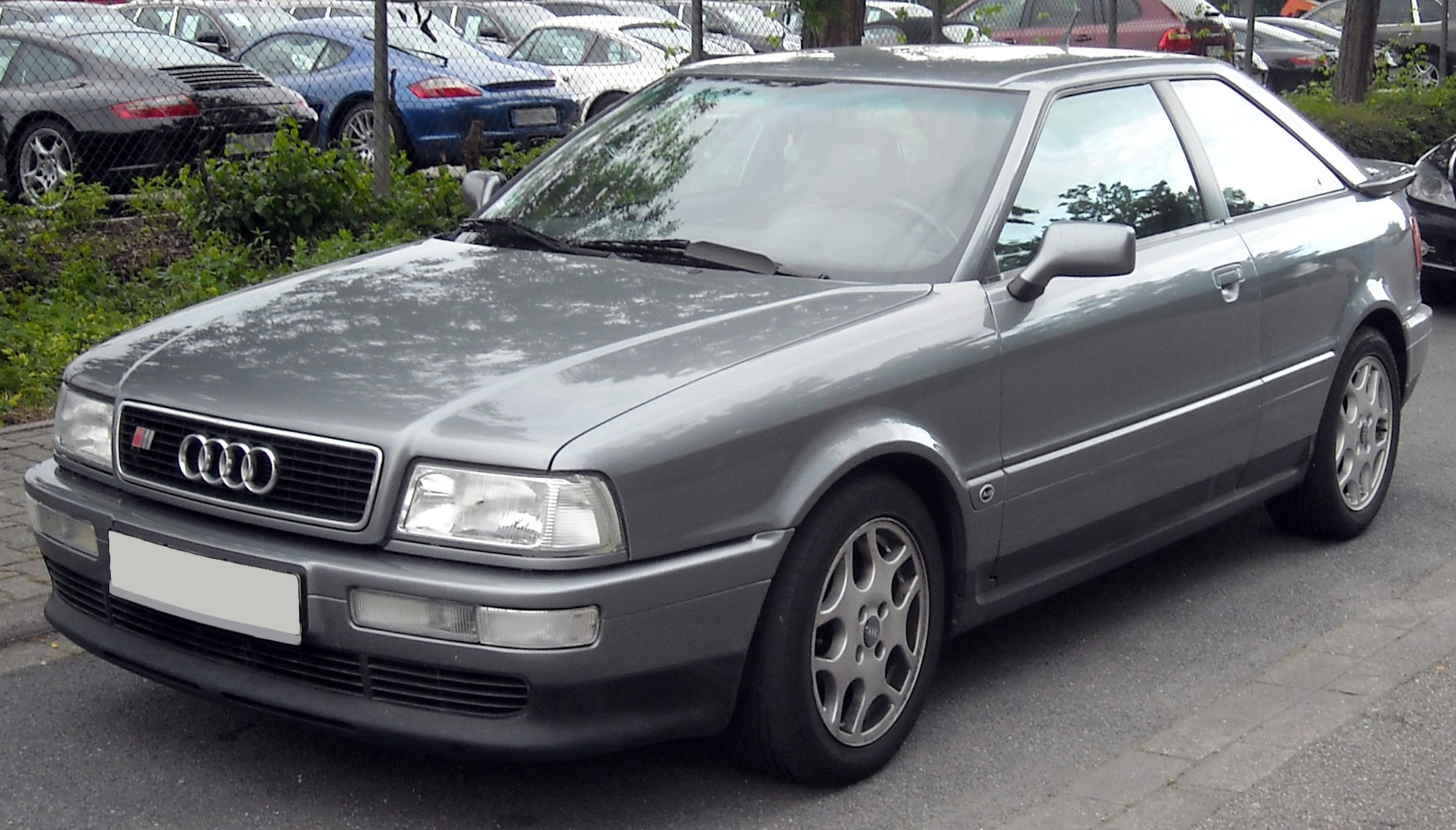
Audi Coupé
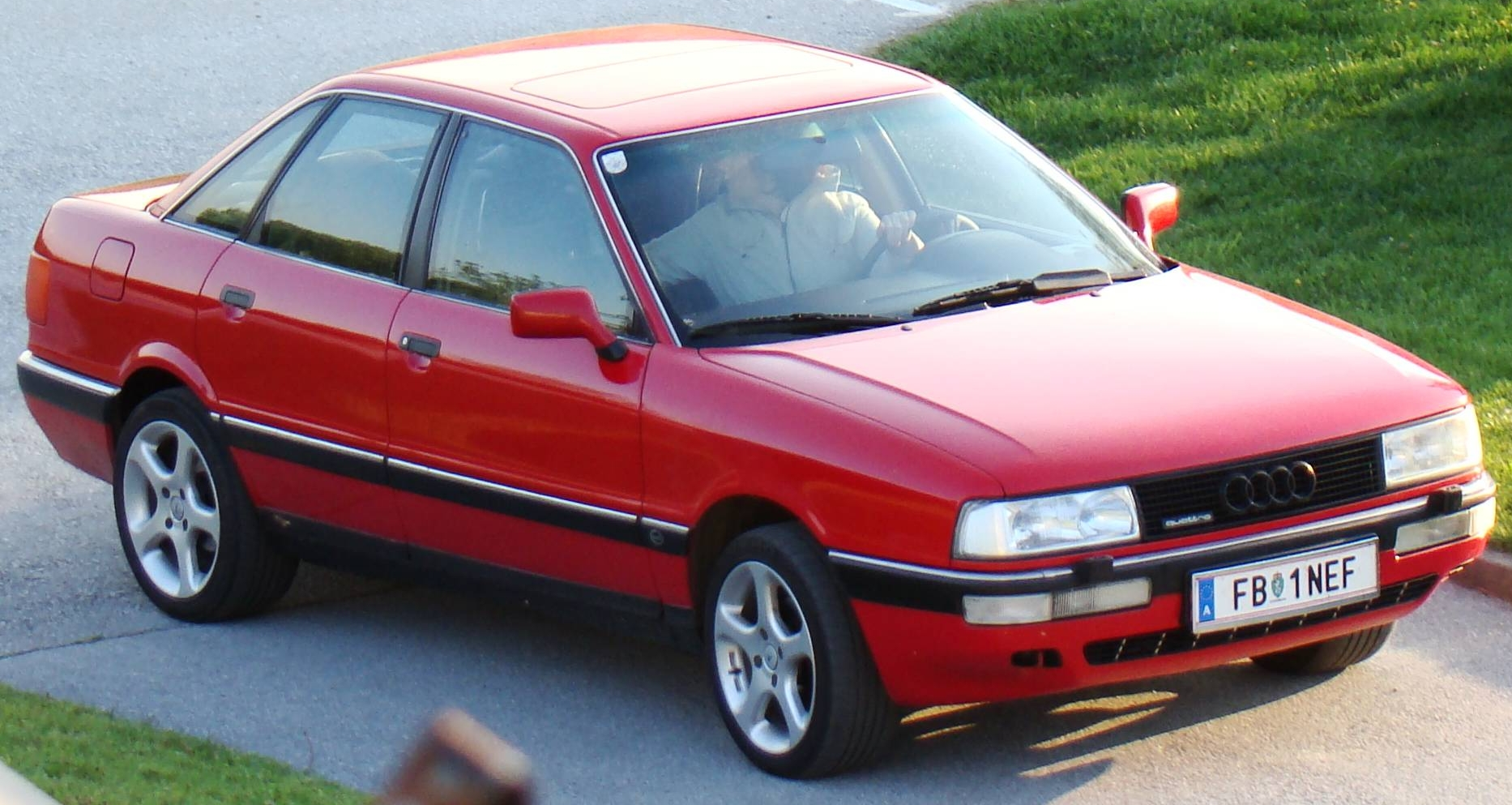
Audi 90 qattro
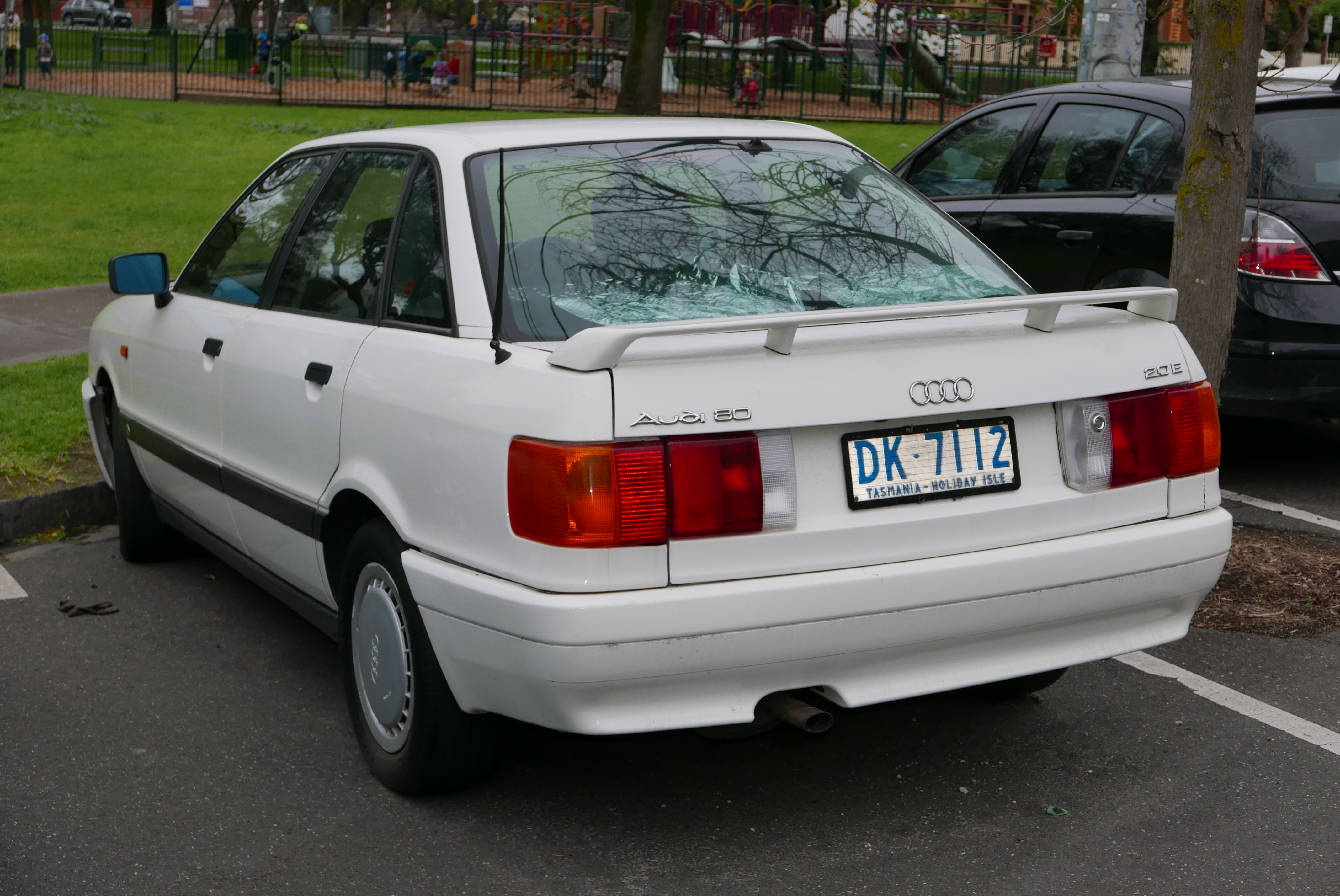
1992-es modellévi Audi 80 Ausztráliában

## B4 (1991–1996)
Az Audi 80 1991 őszén komoly frissítésen esett át, létrehozva a B4-es (Typ 8C) generációt. Az új változat hosszabb tengelytávú lett, az üzemanyagtartály és a hátsó tengely is teljesen átalakult a dönthető hátsó ülések miatt, 15 colos felnik kerültek az autóra, a kerékjárati ívek hangsúlyosabbá váltak, átalakultak és a karosszériával megegyező színűek lettek a lökhárítók, nagyobb lett a csomagtartó és jobb minőségű anyagok kerültek a belsőtérbe. A hűtőrács egybeépült a motorháztetővel és jobban kiemelkedett a karosszéria vonalából, mint az előd B3 esetében.
A B4 volt az első valódi próbálkozás, amivel az Audi igyekezett beszállni a közepes méretű luxusautók piacára, melyet addig a Mercedes-Benz és a BMW uralt. Az Audi 80 negyedik generációja sikeresnek bizonyult, legfőképpen az európai piacokon. A gyártó szakított azzal a korábbi hagyománnyal, miszerint az öthengeres motorral szerelt változatokat Audi 90-re kereszteli, Európában a hengerek számától és a motor fajtájától függően minden szedánt 80-nak hívtak, míg Amerikában minden szedánt 90 néven árultak. Az Egyesült Államokban jellemzően a legolcsóbb modellekhez is viszonylag gazdag felszereltség járt, ezek közé tartozott az automata sebességváltó, a tempomat, a légkondicionáló berendezés és a bőrülés, melyekért Európában felárat kellett fizetni.
Mivel az Amerikai Egyesült Államokban nem fogadták el a világ legnagyobb részére érvényes, egységes járműbiztonsági előírásokat, az ottani piacokra kerülő darabok elejét jelentősen át kellett alakítani, hogy megfeleljenek az amerikai előírásoknak. A lökhárítókat energiaelnyelővé kellett átalakítani, ami akkor még nem volt kötelező elvárás a világ többi részén. A másik komoly átalakítás a fényszórókat érintette. Az európai két-két fényszóró helyett egy-egy fényszóró került a fényszóróházba oldalanként, a színtelen indexburák helyett borostyánsárgák kerültek bele, valamint a ködfényszórói is kisebbek voltak, mint a világ többi részén árult B4-es Audik esetén, és a lökhárító légbeömlő nyílásainak sarkaiban helyezkedtek el.
Az európai piacon elérhető soros négyhengeres motorok mindegyike üzemanyag-befecskendezéses volt, emellett megmaradt a már jól ismert 2,3 literes, öthengeres egység is, valamint bemutatkozott két új V6-os erőforrás is, 2,6, illetve 2,8 literes hengerűrtartalommal. Az Észak-Amerikában árult változatok kizárólag a 2,8 literes V6-ossal voltak kaphatók. Emellett újdonságként megjelent egy 1,9 literes, soros négyhengeres, nagy nyomatékú, közvetlen befecskendezéses turbódízel (TDI) motor is, mely 89 lóerős (66 kW) teljesítmény leadására volt képes. A B3-as generáció alapmotorjának számító 1,8 literes benzinmotor kikerült a kínálatból, a helyét egy 2,0 literes, 89 lóerős (66 kW) vette át, mely a korábbról más ismert 2.0 E motor egyik változata volt.
Minden benzines változat rendelhető volt quattro (állandó négykerékhajtás) változatban, de kizárólag ötsebességes manuális sebességváltóval. Emellett az Audi Európában kiadott 2500 darab Quattro Competition nevű típust, melyek a gyár Szuper-túraautó Bajnokságban indított autójának homologizálására szolgáltak. Ebben 140 lóerős, 16 szelepes, 2,0 literes motor volt, mely az európai 80-asok 2,0 literes alapmotorján alapult. A Quattro Competition változatok az S2-vel megegyező lökhárítókat és a V6-os motorokkal szerelt modellekre jellemző fényszórókat kaptak, valamint egy légterelő szárnyat a csomagtérfedélre. A Quattro Competition, az S2 és az RS2 Avant ma már kimondottan ritka autóknak számítanak, és a gyűjtők komoly összegeket fizetnek egy-egy jó állapotban lévő darabért.
A szedán mellett az Audi egy Audi 80 Avant nevű kombit is gyártott a negyedik generációs változatból, valamint folytatta a B3-as Coupén alapuló Audi Cabriolet kabrió variáns gyártását is. Így a gyár a 80-ból szedán, kombi, kupé és kabrió karosszériaváltozatot is kínált az európai piacokon. Észak-Amerikában azonban az 1990-es és 1991-es modellévben kizárólag a kupé változat volt kapható, a kombi pedig soha nem volt a hivatalos kínálat része. A Cabriolet volt a vállalat első vászontetős kabriója az 1959-es Auto Union 1000 Sp óta. Ez a változat komoly tervezési munkát igényelt, hogy a karosszéria a Coupéhoz hasonló merevségű legyen. A szélvédő keretét jelentősen megerősítették, hogy ne legyen szükség bukócsőre az autóhoz. Eleinte csak a 2,8 literes V6-ossal volt kapható, majd a 2,6 literes V6-os motor is elérhetővé vált hozzá.
1994-ben Európában bemutatkozott egy Europa nevű, limitált kiadású változat, ami szedán és kombi karosszériával is megvásárolható volt. Ebbe gyárilag elektromos tükrök, elektromos ablakok, könnyűfémfelnik, hátsó fejtámlák és vezetőoldali légzsák került, valamint a vásárló eldönthette, hogy elektromos napfénytetőt vagy légkondicionáló berendezést kér-e hozzá. A kocsit öt különböző, különleges színű fényezéssel lehetett megvásárolni. A hagyományos 1994-es B4-es szedánok és kombik alapfelszereltsége és extralistája szintén némileg módosult. A vezetőoldali légzsák az alapfelszereltség része lett és az ajtókárpit is megújult, míg az utasoldali légzsák és az indításgátló bekerült a felárért rendelhető felszerelések sorába.
A 80-as sorozatot 1996-ban leváltotta az új Audi A4. A váltás időszerű volt, hiszen a kocsi egyre elavultabbnak tűnt az olyan riválisok mellett, mint a BMW E36, ráadásul a legtöbb európai presztízsgyártó ekkoriban váltotta le régebbi luxusszedánjait kompaktabb méretű prémiumautókra. A B4 szedán gyártása már 1994-ben befejeződött (bár néhány darabot 1995 elején helyeztek forgalomba Európában és Észak-Amerikában még kapható volt a kocsi az 1995-ös modellévben). A kombi és a Coupé gyártása 1995-ig, valamint 1996-ig folytatódott, míg a Cabriolet egészen 2000-ig a kínálat tagja maradt. Utóbbi európai 1998-ban néhány apró, de látható változtatáson esett át, ilyenek voltak például a megújult lökhárítók, műszerek, a projektoros fényszórók és még néhány új, extraként rendelhető felszerelés. A facelift mellett egy Sunline nevű verzió is bemutatkozott Európában, amihez bőrbelső, bőrborítású kormánykerék, 16 colos könnyűfémfelnik, légkondicionáló és elektromos tető járt.
A Coupé és a Cabriolet utódja az első generációs Audi TT kupé és kabrió karosszériás variánsa lett, melyek 1998 és 2006 között voltak kaphatók. A B4 platformra épülő 80 szedán változatát már 1994-ben (az 1995-ös modellévben) leváltotta az Audi A4, amit Észak-Amerikában csak az 1996-os modellévben vezettek be. Az A4 kombi, azaz Avant változata 1996-ban debütált. Az Audi kínálatában egészen 2002-ig, az A4 Cabriolet megjelenéséig nem szerepelt közepes méretű kabrió, és új, közepes méretű kupé is csak 2008-ban jelent meg, Audi A5 néven.

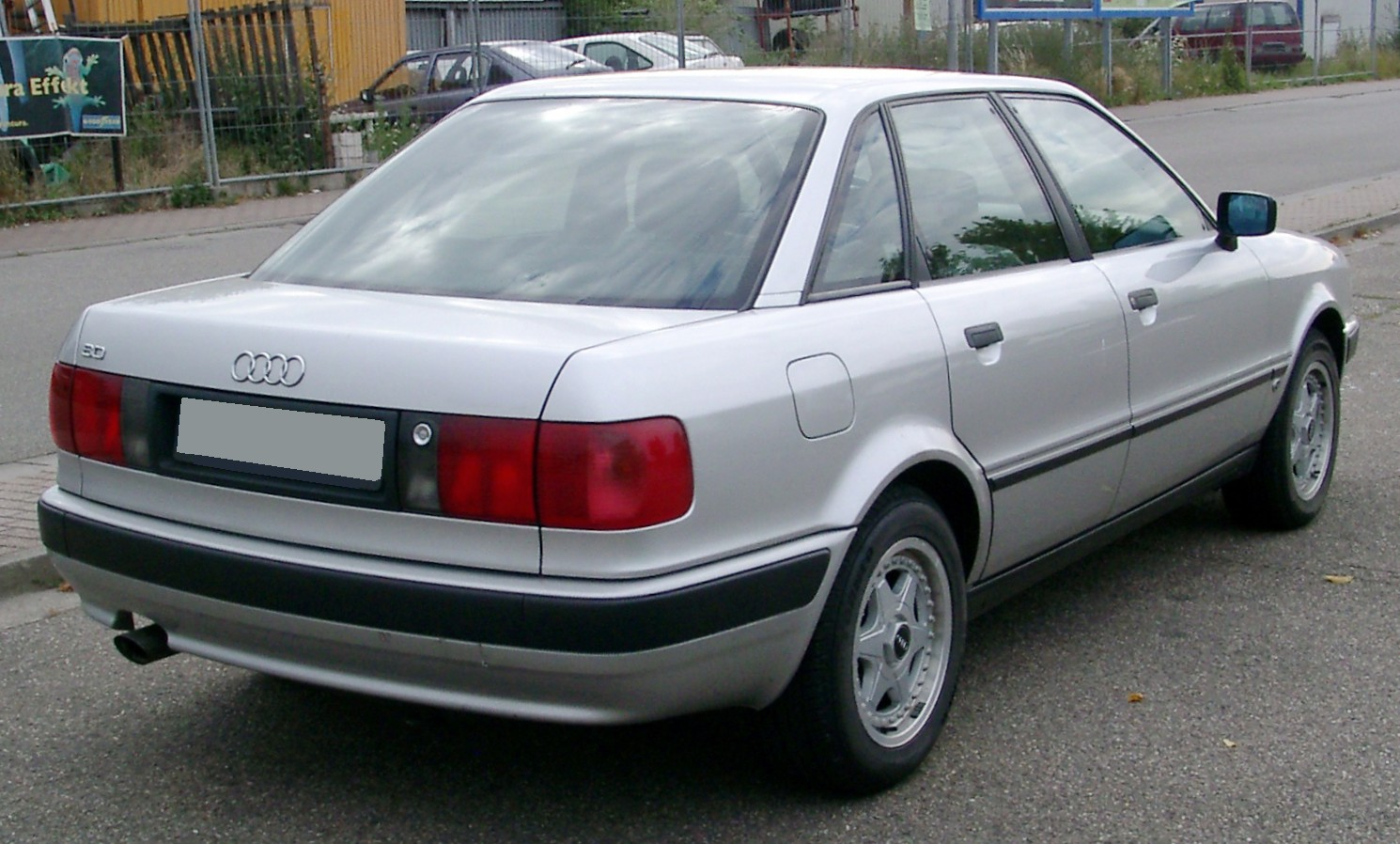
Audi 80 szedán
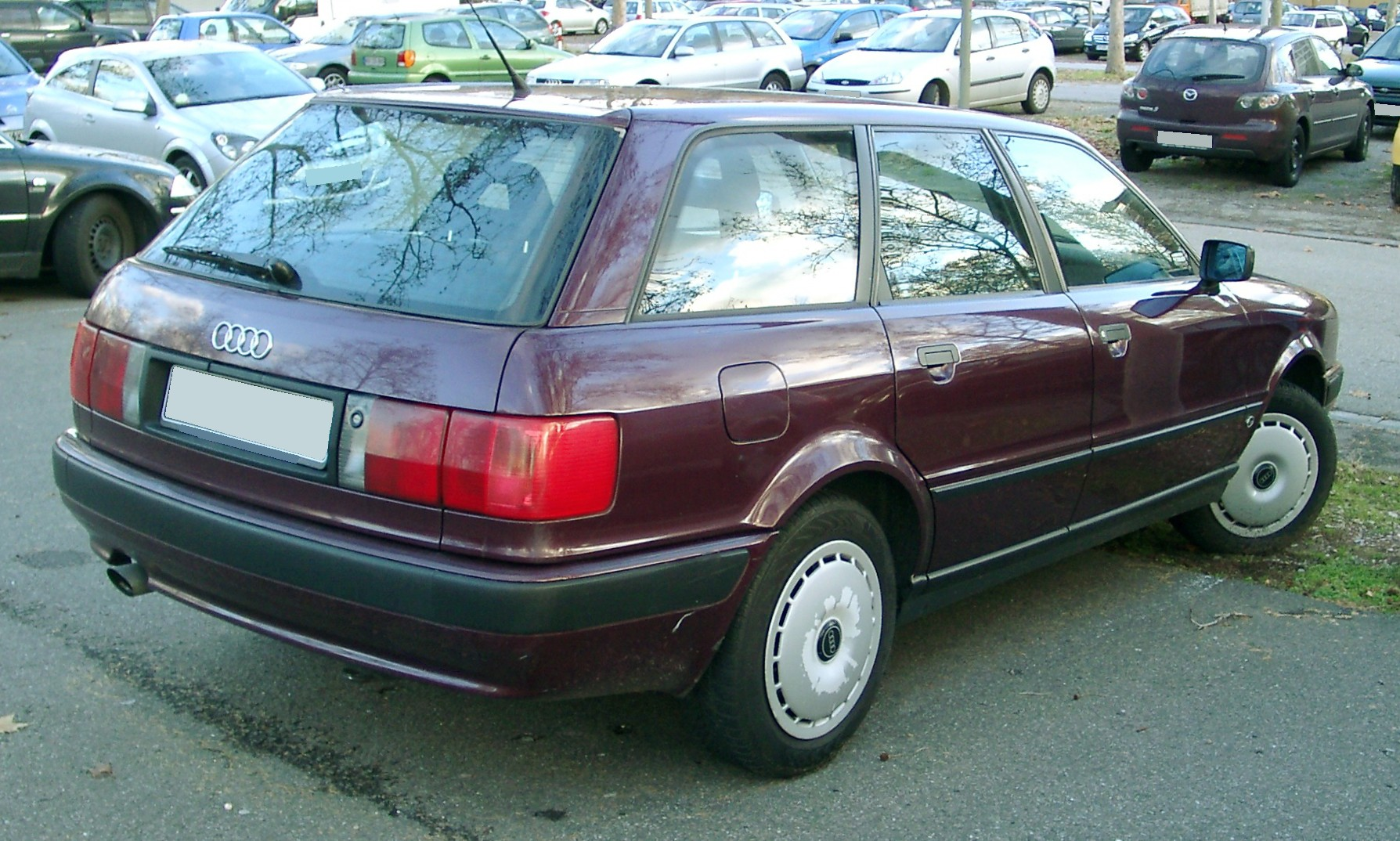
Audi 80 Avant (kombi)
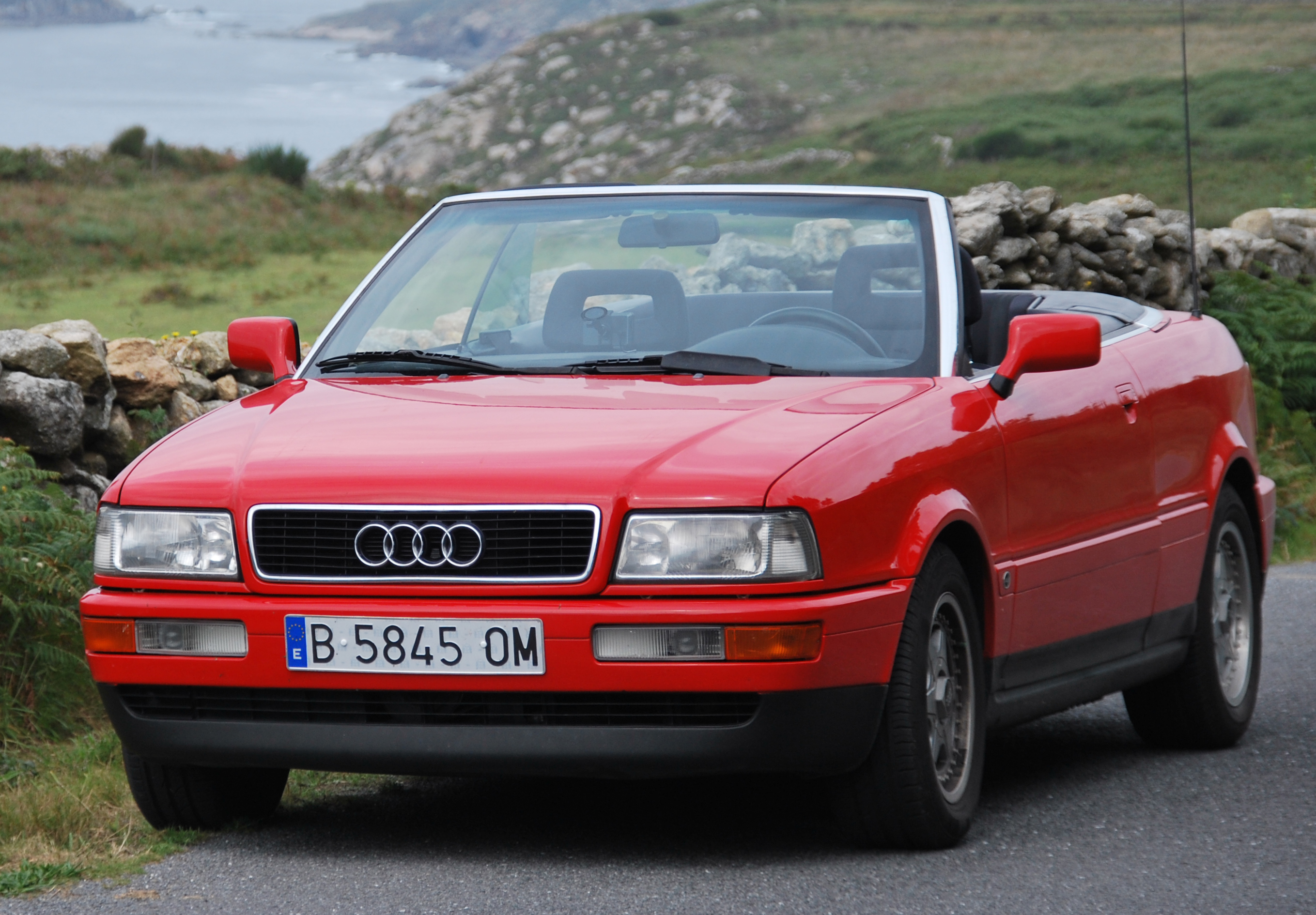
Audi Cabriolet
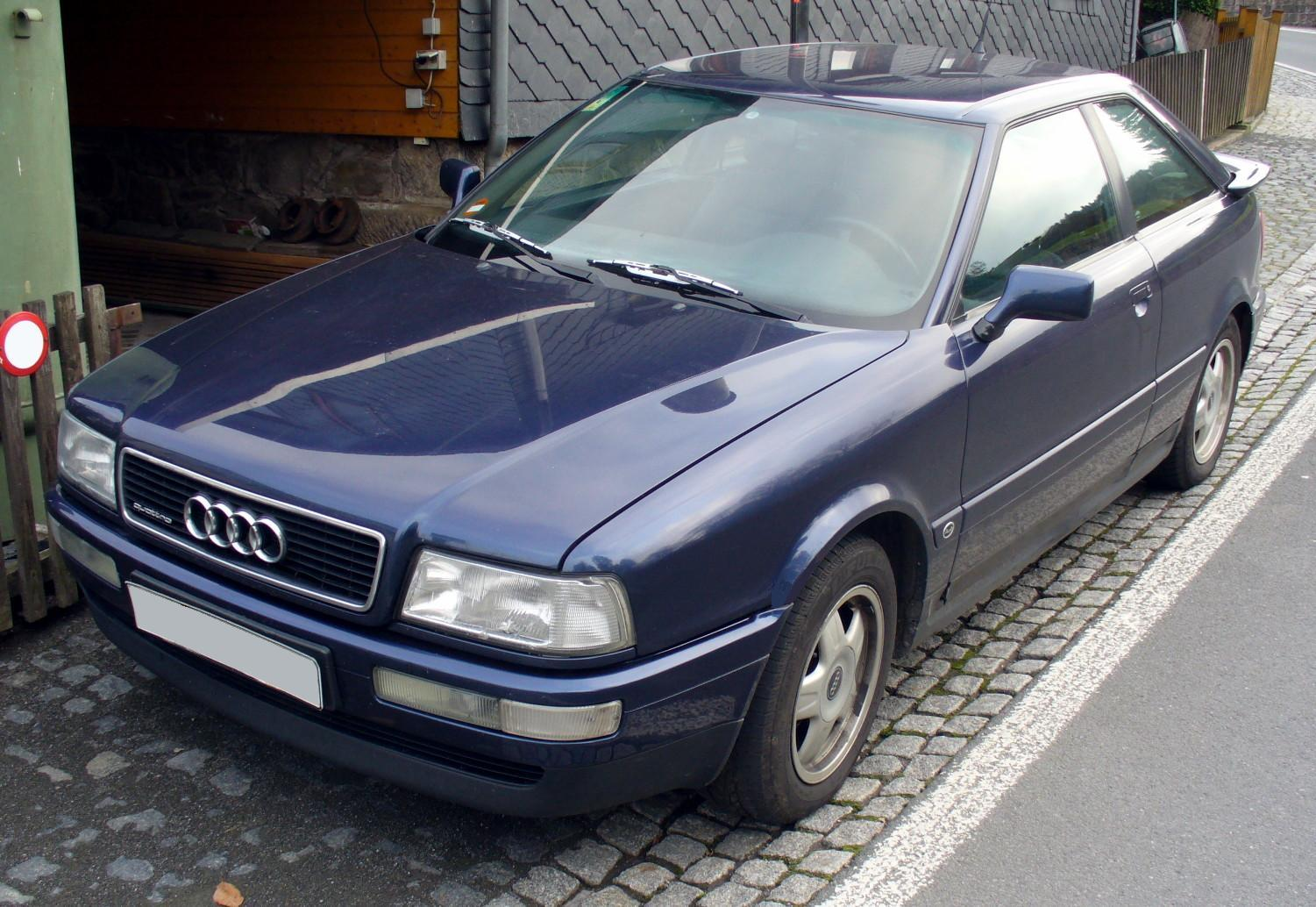
Audi Coupé 2.3E quattro

### Audi S2

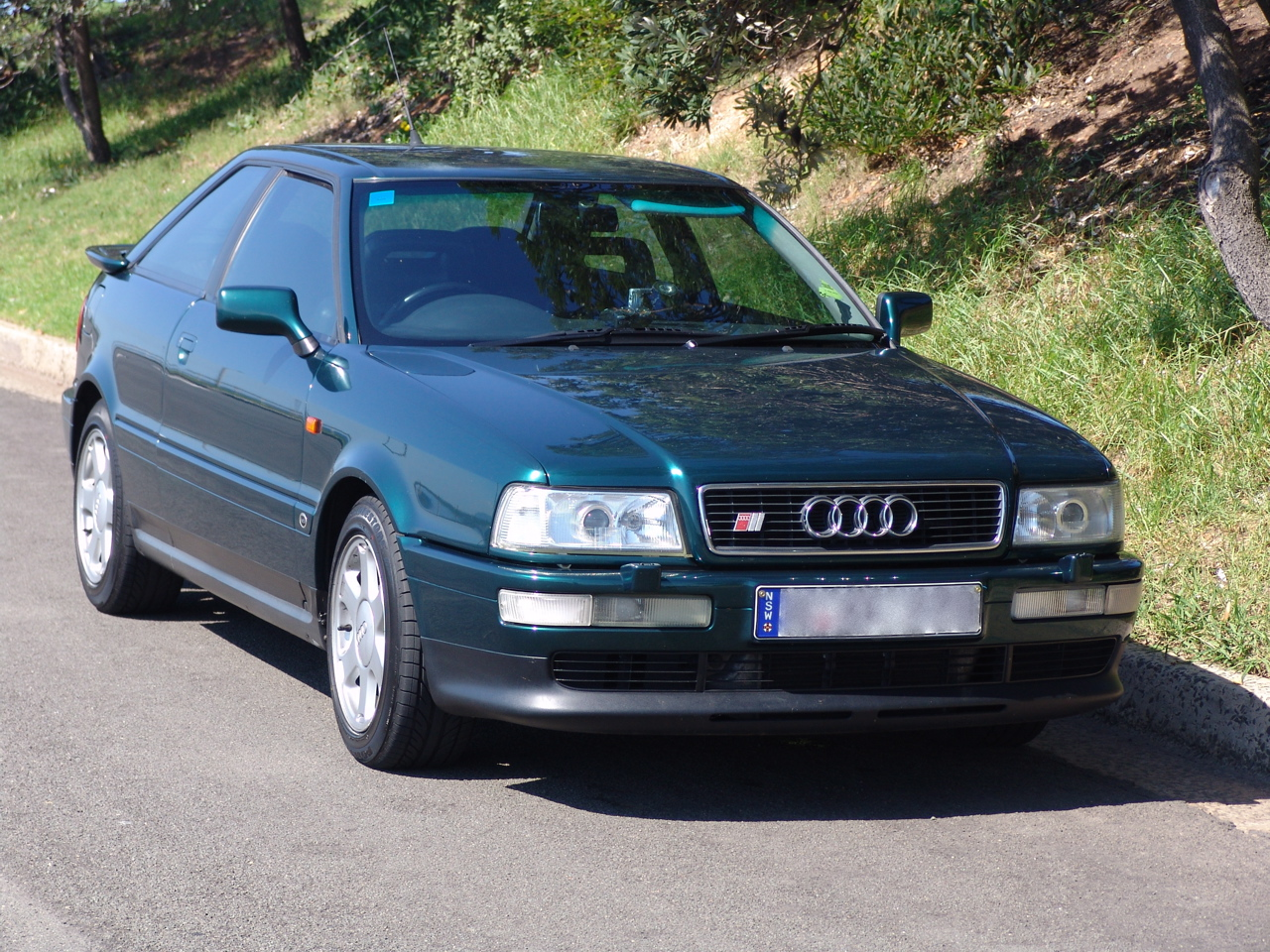
Audi S2

Az Audi 1990-ben kifejlesztett egy sportváltozatot a Coupéból, mely az Audi S2 nevet kapta. Ebbe az a már bizonyított 2,2 literes, soros öthengeres, 20 szelepes motor került, amit az Audi 200 20V-be is szereltek és az Audi Quattróban használt erőforráson alapult. Hasonló motor került az Audi 100-on alapuló S4-be is ("Ur-S4"). Az S2-ben alapfelszereltség volt a quattro hajtás és egy nagy teherbírású ötsebességes kézi sebességváltó került bele.
A turbófeltöltős 2,2 literes motor eleinte 217 lóerős (162 kW) teljesítmény leadására volt képes (3B motorkód). Ez 1992-ben kisebb változtatásokon esett át – többek között elosztó nélküli gyújtás került bele –, melyeknek köszönhetően teljesítménye 227 lóerőre (169 kW) nőtt, motorkódja pedig ABY-ra változott. Ehhez a korábbi ötsebességes helyett már egy hatsebességes manuális váltó társult. Ugyan a teljesítménynövekedés minimális volt, a nyomaték 309 Nm-ről 350 Nm-re nőtt, ráadásul ez túltöltéssel rövid ideig 380 Nm-re növelhető volt. A 3B kódú motorral szerelt kocsi 5,7 másodperc alatt gyorsult 0-ról 100 km/h-ra, végsebessége pedig 246 km/h volt. Az ABY kódú egység végsebessége ezzel megegyező volt, és 5,9 másodperc alatt gyorsult 100 km/h-ra.
1993-ban az S2 kisebb külső módosításokon esett át: AVUS stílusú könnyűfémfelnikkel szerelték, módosult a fényszóró és színtelenek lettek az első irányjelzők burái. Ez egybe esett az S2 Avant és a limitált kiadású S2 szedán bemutatásával, melyből mindössze 306 darab készült. Az S2 szedán és kombi változata már az újabb B4-es platformra épült, és hátsó felfüggesztése sokban hasonlított a B5-ös Audi A4-ben alkalmazottra. 1993 és 1995 között az S2 Avant az RS2 Avant szupersportkombi alapjául szolgált, melyet az Audi a Porschével együtt fejlesztett ki.

### Audi RS2 Avant
Az Audi RS2 Avant hasonló 2,2 literes motort kapott, mint az S2, de ez 311 lóerős (232 kW) volt. Ez a változat 4,8 másodperc alatt gyorsult fel 100 km/h-ra, végsebessége pedig 262 km/h volt. Az RS2-t kimondottan kombinak szánták, de néhány szedán változat is készült belőle, melyek közül az egyiket az RS2-projekt vezetője kapta meg. Ezeket az autókat részben a Porsche üzemében szerelték össze, Zuffenhausenben, Stuttgartban. Az RS2 előtt a Mercedes-Benz sportos szedánját, az 500E-t is részben ott gyártották.
A Porschével közös fejlesztés jelezte az is, hogy az RS2 duplakörös Porsche fékeket kapott, Porsche feliratú Brembo féknyergekkel, valamint a Porsche 911 Turbóval megegyező stílusú 17 colos könnyűfém kerekek kerültek rá, ahogy a külső visszapillantó tükrök a 911-ről származtak. Emellett az autóhoz tervezett, a csomagtérajtón, a hűtőrácson és a szívócsonkon is feltüntetett egyedi emblémán is megtalálható volt a "PORSCHE" felirat. A megváltoztatott külső és az erősebb fékek mellett a Porsche erősebb első és hátsó stabilizátor rudakat is szerelt az autóba és a belsején is finomított. A Porsche azzal a feltétellel szállt be a fejlesztésbe, hogy az Audi nem készíthet kupé változatot az RS2-ből, mivel az akár vetélytársa is lehetett volna a gyár sportautóinak.

## Typ-kódok
- Typ 80 – B1; Audi 80 (1972–1976)
- Typ 82/33 – B1; Audi 80 (1976–1978)
- Typ 81 – B2; Audi 80 quattro 1.8 (4 hengeres) (1984-1987); Audi 80/90 (az Egyesült Államokban: 4000) (1978–1987)
- Typ 85 – B2; Audi Coupé (1980–1987); Audi Coupé quattro (1984-1987); Audi 90 quattro (1984-1987); Audi 80 quattro 2.1 (5 hengeres) (1983-1984); Audi 4000 S/CS quattro (Kanada) (1984–1987) ; Audi Quattro (1980–1991); Audi 4000 S/CS quattro (1984–1987); Audi 4000 S quattro (1984), Audi Sport Quattro (1983–1984)
- Typ 89/8A – B3; Audi 80/90 (1987–1992)
- Typ 89Q – B3; Audi 80/90 quattro (1987–1992)
- Typ 8B – B3; Audi Coupé (1989–1996); Audi S2 (1991–1996)
- Typ 8C – B4; Audi 80 (1992–1995); Audi RS2 Avant (1994–1996)
- Typ 8G – B4; Audi Cabriolet (1991–2000)

## Külső hivatkozások
- Audi 80 vételi tanácsadó